# Látrány
Látrány je vas na Madžarskem, ki upravno spada pod podregijo Fonyódi Šomodske županije.